# 田中祐介
田中 祐介（たなか ゆうすけ、1975年3月29日 - ）は、日本と中国におけるインターネット分野の起業家。
日本と中国の企業経営者。GOOD SHARE株式会社代表取締役CEO。株式会社クロスシー代表取締役。

## 経歴
東京都世田谷区出身。1993年慶應義塾高等学校卒業。1997年慶應義塾大学総合政策学部卒業。1999年慶應義塾大学大学院政策・メディア研究科修士課程修了（榊原清則研究室所属）。
1996年12月、大学在学中に株式会社電脳隊（設立時社名は有限会社電脳隊）を川邊健太郎ら同世代の学生とともに創業し代表取締役社長に就任。モバイル・インターネット分野の市場立ち上げに従事した。
2000年に 電脳隊をヤフー株式会社に売却後、2000年6月 株式会社フラクタリスト（2011年に現ユナイテッド株式会社に吸収合併）を創業した。代表取締役社長として日本と中国のモバイルを活用したマーケティング事業に取り組み上場を実現させた。
2003年8月 中国にてFractalist China inc.（飛拓無限信息技術（北京）有限公司）を創業。中国移動通信との提携などを実現し、中国国内の上場企業に成長させた。2010年4月 株式会社クロスシー（設立時社名はピド株式会社）を設立し代表取締役就任（現任）、中国市場への日本情報の発信メディアの運営と日系企業のアジア・中国からのインバウンドマーケティング支援、中国へのソーシャル越境ECの事業を運営。
2012年8月、ヤフー株式会社に入社し、2014年7月より執行役員に就任。Yahoo!プレミアム（現在のLYPプレミアム）等の会員事業、Y!mobile、Yahoo!BBの事業管掌責任者としてソフトバンクとの通信事業とインターネット事業のシナジー創出等に従事。
2016年10月より株式会社イーブックイニシアチブジャパンの取締役を兼任。
2017年6月よりHJホールディングス株式会社（Hulu運営会社）の取締役を兼任。
2018年4月よりヤフーの執行役員と兼務で株式会社GYAO代表取締役社長に就任した、またZホールディングス株式会社の執行役員を兼任した。
2021年4月よりZホールディングス株式会社（現LINEヤフー株式会社）とLINE株式会社の経営統合に伴いエンターテイメント分野の統合会社としてZentertainment株式会社を設立し、取締役Chief Business Officerを兼任した。
2023年3月、Zホールディングス株式会社グループ内での担務、役職を退任し、６月に同社を退職した。
2023年7月、GOOD SHARE株式会社を設立し、代表取締役CEO就任。

## 著書
- 次世代ケータイネットワークが分かる本（ソフトバンクパブリッシング・1999年）